# باشگاه فوتبال پتالینگ جایا سیتی
باشگاه فوتبال پتالینگ جایا سیتی (انگلیسی: Petaling Jaya City FC) یا به صورت ساده‌تر پی‌جی سیتی اف‌سی (PJ City FC) یک باشگاه فوتبال منحل شده مالزی است که در شهر پتالینگ جایا، ایالت سلانگور به مالکیت شرکت کیوآی گروپ تأسیس شد. این باشگاه به منزله مظهر نمادی از مردمی که در شهر پتالینگ جایا زندگی می‌کردند، ایجاد گردید. از سال ۲۰۱۹ تا ۲۰۲۲، این باشگاه در مسابقات سوپر لیگ مالزی حضور داشت.